# العهارة (مذيخرة)

تعديل مصدري - تعديل

العهارة محلة تابعة لقرية الضاهية، التابعة لعزلة الجوالح بمديرية مذيخرة إحدى مديريات محافظة إب في الجمهورية اليمنية، بلغ تعداد سكانها 67 حسب تعداد اليمن لعام 2004.